# هيروماسا يونيبايشي
هيروماسا يونيبايشي (باليابانية: 米林 宏昌) (ولد عام 1973 في نونويتشي باليابان)، يلقب بمارو، هو رسام ومخرج لاستوديو غيبلي، وبعد أول أعماله الإخراجية في الاستوديو (آريتي المقترضة) أصبح أصغر مخرج في تاريخ غيبلي.
درس في كلية كانازاوا للفنون ‏ حيث تخصص في مجال التصميم التجاري.

## روابط خارجية
- هيروماسا يونيبايشي على موقع IMDb (الإنجليزية)
- هيروماسا يونيبايشي على موقع ألو سيني (الفرنسية)
- هيروماسا يونيبايشي على موقع أول موفي (الإنجليزية)
- هيروماسا يونيبايشي على موقع قاعدة بيانات الأفلام السويدية (السويدية)
- هيروماسا يونيبايشي على موقع قاعدة بيانات الفيلم (الإنجليزية)
- هيروماسا يونيبايشي على موقع كينوبويسك (الروسية)
- هيروماسا يونيبايشي على موقع ANN person (الإنجليزية)